# ノーマン・パーキンソン
ノーマン・パーキンソン（Norman Parkinson、Ronald William Parkinson Smith、1913年4月21日 - 1990年2月15日）は、第二次世界大戦前から戦後にかけて活躍したイギリスの写真家である。ファッション写真やポートレイトの分野の著名な写真家の一人だった。Speaight & Sonsでの写真実習ののち、21歳で自分のスタジオを開設し活躍した。
第二次世界大戦前の1930年代の段階で、従来はスタジオ内で動きのないモデルを撮影するということが通例だったファッション写真に、屋外での撮影、動きのあるモデル（自然な動き）、複数のモデル、スポーツという舞台設定などを盛り込んだ作品を残し、ムンカーチ・マールトンやジョージ・ホイニンゲン＝ヒューンとともに、新しいファッション写真を牽引する役割を果たした。
例えば、奥にはもくもくとした雲が見えるゴルフ場（のバンカー）でゴルフのクラブをスイングするスカートの女性（砂が舞っている。背後にはもう1人のスカートの女性がそれを見ている）、といったファッション写真（「Golf, Le Touqet. 1939」）がある。、
戦後は主としてアメリカのヴォーグ誌上にて活躍し（その表紙の写真をパーキンソンが撮影したことも多い）、ヴォーグを代表する写真家ともなった。早くからカラー写真も撮影したことでも有名であり、あざやかな赤を前面に押しだした作品も残している。1978年に彼は、ロンドンのハミルトン・ギャラリーでイーモンの写真に驚嘆したと伝えられている。